# Chlorpentafluorethan
Chlorpentafluorethan ist eine chemische Verbindung aus der Gruppe der vollhalogenierten Fluorchlorkohlenwasserstoffe (FCKW), die als Kältemittel und Treibmittel eingesetzt wurde. Es gilt als schädlich für die Ozonschicht.

## Eigenschaften
Chlorpentafluorethan ist ein farbloses geruchloses (in höheren Konzentrationen süßlicher, etherartiger Geruch) Gas. Es zersetzt sich bei starker Erhitzung, wobei Halogenverbindungen wie Chlorwasserstoff und Fluorwasserstoff sowie Dioxine entstehen können. Chlorpentafluorethan besitzt eine Wärmekapazität von 0,116 kJ/(mol K).
Der Tripelpunkt liegt bei (1013,2 hPa; −99,4 °C) und der kritische Punkt bei (31,2 bar; 80,0 °C). Die Kritische Dichte beträgt 0,613 g/cm³.

## Sicherheitshinweise
Wie bei allen FCKWs bilden sich bei der Zersetzung (durch starke Hitze) von Chlorpentafluorethan ätzende Substanzen (Salzsäure, Flusssäure).